# Tress MacNeille
Tress MacNeille (født 20. juni 1951 i Californien, USA) er en amerikansk stemmeskuespiller. Hun er mest kendt for roller i Simpsons , Futurama og Animaniacs.
I Simpsons lægger hun mest stemmer til små roller men også større roller dog f.eks Agnes Skinner, Dolph Starbeam og Brandine Spuckler.

## Rollefigurer iSimpsons
- Agnes Skinner
- Lindsey Naegle
- Dolph Starbeam
- Brandine Spuckler
- Cookie Kwan
- Ms. Albright
- Mrs. Glick
- Bernice Hibbert
- Brunella Pommelhorst
- Poor Violet
- Crazy Cat Lady
- Gino Terwilliger
- Lunchlady Doris
- Manjula Nahasapeemapetilon
- Belle, the burlesque house Madam från Bart After Dark
- Mrs. Muntz
- Plopper, Homers gris fra The Simpsons Movie
- Colin, Lisas kæreste fra The Simpsons Movie
- Varierende rollefigurer

## Rollefigurer iFuturama
- Mom
- Linda
- Hattie McDoogal
- Tinny Tim
- Munda
- Deep Blue
- Monique
- Ndnda
- Vyolet
- Petunia
- The Slurm Queen
- Guenter
- Varierande rollfigurer